# Police United FC (Belize)
Police United Football Club – nieistniejący już belizeński klub piłkarski z siedzibą w stołecznym mieście Belmopan, w dystrykcie Cayo. Funkcjonował w latach 2011–2019. Domowe mecze rozgrywał na obiekcie Isidoro Beaton Stadium.

## Osiągnięcia
- mistrzostwo Belize (2): 2012/2013 C, 2015/2016 O
- wicemistrzostwo Belize (4): 2012, 2012/2013 O, 2013/2014 C, 2014/2015 O

## Historia
Klub został założony w 2011 roku. W styczniu 2012 triumfował w towarzyskim turnieju Interoffice Football Campionship, a bezpośrednio po tym dołączył do nowo powstałych rozgrywek Premier League of Belize. Z miejsca został czołowym klubem rozgrywek i w ciągu pierwszych ośmiu sezonów aż sześć razy docierał do finału, co przełożyło się na dwa mistrzostwa Belize i cztery wicemistrzostwa Belize. W 2016 roku jako mistrz kraju wziął udział w rozgrywkach Ligi Mistrzów CONCACAF, lecz znacząco przegrał wszystkie cztery mecze (stracił w nich aż 23 gole) i zajął ostatnie miejsce w grupie. Uległ wówczas 0:11 mistrzowi Meksyku, Pachuce, co pozostaje najwyższą porażką klubu z Belize w międzynarodowych rozgrywkach.
Od tamtego czasu klub, choć wciąż pozostawał w ligowej czołówce, już ani razu nie dotarł do finału ligi belizeńskiej. W 2019 roku wycofał się z rozgrywek Premier League.

### Rozgrywki międzynarodowe
| Sezon     | Rozgrywki              | Runda | Klub    | Dom  | Wyjazd | Ogólnie    |
| --------- | ---------------------- | ----- | ------- | ---- | ------ | ---------- |
| 2016/2017 | Liga Mistrzów CONCACAF | Grupa | Olimpia | 1–5  | 0–4    | 3. miejsce |
| 2016/2017 | Liga Mistrzów CONCACAF | Grupa | Pachuca | 0–11 | 0–3    | 3. miejsce |

## Trenerzy
- Andres Makin Sr. (2013)[6]
- Hilberto Muschamp (2013–2014)[7][8]
- Andres Makin Sr. (2014–2015)[9][10]
- Hilberto Muschamp (2015)[11]
- Charlie Slusher (2016)[12]
- Aaron „Gambis” Gamboa (2017)[13]
- Dale Pelayo (2018–2019)[14]